# Kamila Janovičová
Kamila Janovičová (* 26. září 1992 Ostrava) je česká herečka.
Od roku 2008 studovala Janáčkovu konzervatoř v Ostravě, poté po roční pauze pokračovala na pražské DAMU. Jejím prvním divadelním působením bylo hostování v roce 2010 a 2011 na Komorní scéně ve Hře snů. V roce 2011 také začala hrát ve Slezském divadle Opava roli Luisy v tragédii Úklady a láska. V letech 2017 až 2022 hrála v Jihočeském divadle v Českých Budějovicích. Od podzimu roku 2021 hraje v Národním divadle moravskoslezském v Ostravě.
V roce 2024 obdržela Cenu Thálie pro mladého činoherce.

## Filmové a televizní role
- 4teens (2010) – studentka Veronika
- Tajemství staré bambitky (2011) – hrnčířka Anička[4]
- Dvanáct měsíčků (2012) – venkovské děvče[2]
- Vyprávěj (2012) – kamarádka Lucky[5]
- Modelky s.r.o. (2014) – asistentka Bety[5]
- Helena (2018) – Simona Tylečková
- Pláč svatého Šebestiána (2019) – Ulrike[6]
- Čechovi (2019) – Tamara Leová[5]
- Tajemství staré bambitky 2 (2021) – královna Anička[7]
- Spolu (2022) – Tereza
- Jedna noc (2024) - Prostitutka
- ZOO Nové začátky (2025) - veterinářka Petra Švecová